# Stoke City Football Club 2022-2023
Questa voce raccoglie le informazioni riguardanti lo Stoke City Football Club nelle competizioni ufficiali della stagione 2022-2023.

## Maglie e sponsor
| Casa | Trasferta | Terza divisa |

Sponsor ufficiale: Bet365
Fornitore tecnico: Macron

## Rosa

### Rosa 2022-2023
In corsivo i calciatori ceduti durante la stagione
| N. |                             | Ruolo | Calciatore      |
| -- | --------------------------- | ----- | --------------- |
| 1  | Inghilterra (bandiera)      | P     | Josef Bursik    |
| 1  | Montenegro (bandiera)       | P     | Matija Šarkić   |
| 2  | Inghilterra (bandiera)      | D     | Harry Clarke    |
| 3  | Galles (bandiera)           | D     | Morgan Fox      |
| 4  | Inghilterra (bandiera)      | D     | Aden Flint      |
| 5  | Australia (bandiera)        | D     | Harry Souttar   |
| 5  | Inghilterra (bandiera)      | D     | Axel Tuanzebe   |
| 6  | Inghilterra (bandiera)      | D     | Phil Jagielka   |
| 7  | Inghilterra (bandiera)      | C     | Sam Clucas      |
| 8  | Inghilterra (bandiera)      | C     | Lewis Baker     |
| 9  | Scozia (bandiera)           | C     | Jacob Brown     |
| 10 | Inghilterra (bandiera)      | A     | Tyrese Campbell |
| 11 | Inghilterra (bandiera)      | A     | Dwight Gayle    |
| 13 | Irlanda (bandiera)          | P     | Jack Bonham     |
| 14 | Inghilterra (bandiera)      | D     | Josh Tymon      |
| 15 | Irlanda del Nord (bandiera) | C     | Jordan Thompson |
| 16 | Inghilterra (bandiera)      | D     | Ben Wilmot      |

| N. |                        | Ruolo | Calciatore               |
| -- | ---------------------- | ----- | ------------------------ |
| 17 | Inghilterra (bandiera) | A     | Liam Delap               |
| 17 | Paesi Bassi (bandiera) | D     | Ki-Jana Hoever           |
| 18 | Irlanda (bandiera)     | C     | Will Smallbone           |
| 20 | Inghilterra (bandiera) | D     | Dujon Sterling           |
| 22 | Irlanda (bandiera)     | C     | Gavin Kilkenny           |
| 23 | Kosovo (bandiera)      | C     | Bersant Celina           |
| 24 | Ghana (bandiera)       | C     | Tariqe Fosu              |
| 25 | Inghilterra (bandiera) | C     | Nick Powell              |
| 28 | Inghilterra (bandiera) | C     | Josh Laurent             |
| 29 | Inghilterra (bandiera) | C     | D'Margio Wright-Phillips |
| 32 | Inghilterra (bandiera) | D     | Connor Taylor            |
| 33 | Scozia (bandiera)      | D     | Lewis Macari             |
| 34 | Inghilterra (bandiera) | P     | Frank Fielding           |
| 37 | Inghilterra (bandiera) | A     | Emre Tezgel              |
| 39 | Galles (bandiera)      | C     | Tom Sparrow              |
| 45 | Inghilterra (bandiera) | A     | Nathan Lowe              |